# Violina (pravljica)
Violina je beneška pripovedka, ki jo je zapisala Mjuta Povasnica, knjižno pa Živa Gruden. Njen avtor ni znan, saj gre za ljudsko pripovedko. Izšla je v knjigi Slovenske pravljice, in sicer leta 2002 pri založbi Nova revija; njena urednica je Jana Unuk. Kot radijska igrica je bila predvajana v oddaji Za 2 groša fantazije na neodvisnem Radiu Študent.
Pravljica v veliki meri ponazarja življenje danes:
Naše poklicne poti se po navadi prepletajo po mestih in se vrtijo okoli izdelkov, denarja, pozornosti, prireditev, od vrednega do kiča, nihamo od svetosti do osebnega zloma. Umiritev najdemo doma ali ob sprehodu v naravo ali ponoči, ko se svet umiri. Takrat zagledamo ta isti svet, v katerem živimo in delamo, za umazanega, umetnega, polnega nepristnih odnosov in ponarejenih uslug. Valentinu vsa slava in denar nista pomagala, tudi ljubezen do poklica ga ni toliko zadovoljila, kot ravno domače ognjišče, pa čeprav lahko smatramo poklic kot izkoriščanje lastnih talentov, skratka kot nekaj pozitivnega, domala neobhodnega.
Kje so naše Rante, kraj srečanja z našimi strahovi ter napakami? Ali želimo stvarem priti do dna, v naprej vedoč, da nas čaka trpljenje, ali raje vse skupaj pometemo pod preprogo? 
Na to, še danes pereče vprašnje odgovarja navidez preprosta pravljica z močno vrednostjo, ki je trajna, zato je nedvomno del leposlovja, poleg tega, da velja za narodno blago, ljudsko dediščino.

## Analiza pripovedke

### Zgradba
- Pravljica vsebuje vse komponente klasične dramske zgradbe; te so: zasnova - zaplet - vrh - razplet - razsnova. In sicer, zasnovo predstavlja predstavitev Valentina Bidaca, njegov poklic, uspehe itd. Pod zaplet spada že konkreten dogodek, to je zaključek nekega svetovljanskega potovanja - njegovega zadnjega; pride do Blažinovih, ponudijo mu zavetje, malo se okrepča, oni ga posvarijo nevarne poti, on vztraja pri svoji odločitvi o takojšnjem odhodu. Vrh je njegova pot domov, kjer se mu zgodi nesreča (ali boljše sreča v nereči). Ta vrh je toliko bolj pristen, saj se Valentinova pot tudi dobesedno vzpenja. Tu napetost narašča in doseže vrhunec točno opolnoči ob prikazu strašil, na čelu z Tanto. Razplet se zgodi z igranjem violine, ki se izkaže za njegovo zmagovito orožje. Razsnovo pa predstavlja zadnji del pravljice, to je oris njegove umiritve v spoznanju, kaj je zares vredno v življenju; po žanru bi lahko to pravljico uvrstili med drame.

- Pri pravljicah po navadi govorimo o srečnem koncu. Tu se ponuja primerjava s starogrško komedijo, ki je etimološko pomenila zgodbo s srečnim koncem in ne burko polno smešnic in anekdot, kakor velja za njen današnji pomen(tudi Božanska komedija ima naslov tega prvotnega pomena - komedija kot drama s srečnim koncem). V tem etimološkem oziru bi lahko pravljico Violina kategorizirali kot starogrško komedijo. Bralec skupaj z Valentinom doživi očiščenje (katarzo).

- Pravljica ima izpovedno moč, ki jo doseže s pomočjo orisovanja posameznih delov zgodbe. Je kakor slika ljudskega slikarja - avtorja, ki je dejansko moral imeti neke svetovljanske izkušnje. Torej imamo nasprotje kmečkega, svetu zaprtega (prva asociacija na Benečijo) ter ekstremno nasprotje-potovanja po Evropi in stik z drugimi narodi, predvsem pa z meščanskim svetom.

### Značilnostiljudskega slovstvav povezavi z obravnavano pravljico
- Pomanjševalnice: princeske, srnice, volčiči, zajčki, siničice, vasico ...
- Okrasni pridevki: nebeško glasbo, bistri Reki, domači hišici ...
- Primera: Tanta, velika kot cerkveni stolp ...
- Nasprotja: bela Tanta-črna noč, glasba-rjovenje, dan-noč, sreča-nesreča, strah-varnost ...
- Poosebitev: se je luna skrila za oblake, zvezde ... prikazale so se in poslušale violino ...
- Stopnjevanje: Glasba se je začela tiho zlivati po zraku, dvigala se je nad smreke, nad gabre, nad bukve, širila se je v višini in zaplavala čez skale, po pobočjih nad Reko.

### Književne osebe
- Glavna književna oseba: Valentin Bidač je moški, ki je hodil po svetu in igral na svojo violino in s tem lepo služil; a to mu ni prineslo sreče za dolgo. Pogrešal je svojo domačo vas in njegova želja ga je vodila preko vseh ovir in težav; tako močna je bila ta želja, da je premagal celo Tanto - samega sebe.
- Stranske književne osebe : Blažinova, lastnika gostilne, v kateri se je ustavil Valentin na poti domov.

### Čas in kraj dogajanja
- Čas dogajanja ni točno določen, vemo le, da se pripovedka odvija več let; na koncu sta podrobneje opisana en dan in ena noč.

- Kraj dogajanja je Evropa, po kateri potuje Valentin. Njegova postojanka je tudi gostilna Blažinovih. Zgodba se konča v Valentinovi rodni vasici Polava.

Pomemben kraj so tudi Rante, kjer se Valentin sooči s Tanto;

### Motivi
- Domotožje: Valentin pogreša svoj dom
- Violina: Rešitev pred smrtjo
- Pomoč:

- Blažinova mu gotoljubno ponudita zavetje in ga posvarita
- Valentin v sili izroči dušo Bogu (se mu priporoči) - naslednji hip se spomni violine

- Ljubezen: Do domovine oziroma rodne vasi ter družine
- Noč: ponoči Valentina napade Tanta, smrt
- Živali: prisluhnejo Valentinu, ko z igranjem na violino premaga Tanto
- Denar in slava: Valentinu ne prineseta dolgotrajne sreče
- Zlo: Tanta
- Zadoščenje: ob vrnitvi v Polavo

## Interpretacija pripovedke
Pravljice otrokom sporočajo, da se v življenju soočamo z mnogimi težavami in strahovi; ti strahovi so lahko naši osebni ali družbeni.
1. Tanta (originalno Tantal) najbolj jasno nakazuje na Cerkev, katere značilna barva je bela, ki v simbolnem svetu pomeni nedolžnost, čistost. 
Lahko pomeni tudi:
- Izguba občutka za resničnost (Valentinova želja, da bi čim  prej videl svoje domače)
- Valentinov drugi obraz (del nezavednega);
- Polaščanje dobrin, kakršna sta denar in slava, ki ju je imel Valentin in ki pripadajo le bogovom (Tantal-Tantalove muke);
- Zmota o odnosih med Bogom (Cerkvijo) in človekom (Valentinom). Človek, ki se enači s Cerkvijo, je kaznovan s silovitim občutkom svoje nemoči (javno in jasno obsojanje »zabavljačev« (kakršen je Valentin), prostitutk in drugih s strani krščanske Cerkve);
- Tantalos - oče ki je ubil lastnega sina (mit);

2. Bela barva lahko simbolizira Cerkev, saj v kombinaciji z zlato predstavlja Vatikan oziroma njegovo zastavo, s katero se na zemlji potrjuje kraljestvo Krščanskega Boga. Pomeni tudi pojem popolnosti in idealnosti. Je nič iz katerega se je razvilo vse.
3. Tema - noč ponazarja našo podzavest, tisto česar se ne zavedamo, a je vseeno del nas. Po navadi so to potlačene želje, strahovi, travme, predvsem negativne izkušnje, dejstva, ki so nesprejemljiva za posameznika ali za družbo (odklonskost), v kateri živi. Tudi kot nezavedne so aktivne, izražajo se v vedenju posameznika (Sigmund Freud - Ono, Jaz, Nadjaz).
4. Živali ponazarjajo vrnitev k našim začetkom, naši divji strani, ki je potlačena; pravljice nam povedo, da svoje živalske strani ne smemo podrejati Jazu ali Nadjazu.
5. Violina predstavlja rešitev v brezizhodni stiski. Lahko ponazarja tudi psihoanalizo (Freud) s katero pridemo do nezavednega in rešimo osebno stisko. Sprožila je iluminacijo (nenadno rešitev iz stiske).
6. Poleg vseh teh predstav lahko razberemo tudi motiv arhetipa:
Tanta → Cerkev → Bog: Jung govori  o »Kristusu kot arhetipu« in nasploh o Bogu kot arhetipu sebstva. Bog kot numinozni arhetip ima simbolen, ne pa materialno-realen status. Jung se zavzema za »realnost simbolnega«, za »resničnost psihičnega«.
Valentin → nezavedno → Tanta → violina: Jung trdi, da so arhetipi simboli, ki izražajo tisti del nezavednega, ki je tako globok, da postane del naše osebnosti, a se ga mi ne zavedamo.
7. Verski aspekt:
- Zgodba izvira iz docela ruralnega in tradicionalnega okolja;
- Valentin je veren človek in zgodba ga nam predstavi kot svetovljana, ki po poti hodi vedno z Bogom, neoziraje se na to, kaj ga doleti. Njegova Benečija ga je tako vzgojila. Na svoj izjemen talent je gledal kot na Božji dar, ki ga mora uporabljati za druge. Njegovo srce je pravilno naravnano in nenadoma ugotovi, da je ves svet slep za pravo lepoto. Na njegovih potovanjih in koncertih so se mu ob trenutkih radosti nabirale tudi grenkobe ob stiku z ljudmi, umazanost, nasičenost, strahovi. Na Rantah se zgodi srečanje z njimi - lahko bi rekli, da je to njegovo srečanje s samim seboj, z lastnimi strahovi. To, kar se mu je v svetu predstavljalo kot lepo, čisto, belo, ideal in svetinja, celo kot smisel življenja in ustvarjalno poklicno udejstvovanje, se je izkazalo za grozoto in za najhujšo moro, veliko kot cerkveni stolp. Sledi odločilen preobrat - prav na tej točki se zgodi vrh zgodbe - njena nit se iz vzpona prelomi v padec proti zaključku. Valentin kot Božji človek Bogu priporoči svojo dušico, z drugo besedo se je izročil v Božje varstvo, torej, kar bo pa bo, Njegova volja nas se zgodi. Bog mu nemudoma priskoči na pomoč - posreduje mu odrešilno idejo - Valentin se spomni violine in ko nanjo zaigra se Tanta sesuje sama vase.

Strah je, kakor pravi pregovor, votel, zunaj ga pa nič ni. S sredstvom, katerega je najbolj vešč, zmaga lastne strahove, lahko bi rekli tudi travme.
- Tudi Blažinova imata versko miselnost, ki se odrazi v besedah gostilničarjeve žene: »/.../ ko se bo zdanilo, pa pojdete z Bogom naprej po svoji poti.«

8. Rante so kraj, kjer se vsak popotnik (človek - iskalec) sreča sam s sabo. To je preizkušnja, ki je za človeka zelo težka in ob kateri se lahko osebno sreča z Bogom, ko mu ta ponudi svojo pomoč. Trpljenje se razodene kot sredstvo očiščenja. Na tem prelomu lahko opazimo element Deus ex machina (iz škripčevja, dobesedno latinsko pa Bog iz stroja), ki je prisoten tudi v veliko drugih dramah in komedijah (za primer omenimo Moliera). Valentin je poslej osvobojen notranjih stisk in nemirov, sedaj lahko zaživi novo življenje. Dobil je spoznaje, našel je smisel, njegova nadaljnja pot bo v bodoče notranja.

## Violina in starogrška književnost

### Mit o Orfeju
1. Analiza mita o Orfeju
Književni čas: ni točno določen(»/.../pred davnimi časi ...kmalu ...po dolgem iskanju ... prav tedaj ...«);
Književni prostor: grška dežela Trakija, podzemlje, reka Stiks, Elizij, Tartar;
Pripovedovalec: tretjeosebni, vsevedni;
Književne osebe:
~glavne: Orfej, Evridika, Had;
~stranske: Bakhatke, Persefona (žena boga Hada), Haron (čolnar, ki pelje duše umrlih v podzemlje, kjer jim je sojeno), Tantal, Sizif;
Značilnosti ljudskega slovstva:
~okrasni pridevek: mračni Had, belega obličja, bledi mesec ...
~arhaizem: temota-tema;
~narečne besede: hasek-učinek;
~primera: /.../njeno lice je sijalo kot bledi mesec v nočni temoti ...
~poosebitev: molčeča megla, vse(sence) so hitele ...
~stopnjevanje: Ena izmed njih(Bakhatk)je vrgla vanj tris, z vinsko trto ovito Bakhovo palico, druga je pobrala kamen in ga zagnala v pevca.  
~značilna števila: (3)-triglavi pes, (7)-sedem dni ...
2. Kristjaniziran Orfejev motiv
Violina, kot motiv umetnosti, ki premaga celo smrt (če na Tanto gledamo kot smrt, kateri se Valentin izogne s pomočjo svoje violine), je večna; veliko umetnikov je postalo priznanih šele po smrti in se njihovih del spominjamo še danes. Kljub njihovi smrti so umetnine ostale enake vrednosti, še več, njihova vrednost ni niti zbledela.
- Orfejev mit govori o slovitem pevcu Orfeju, ki je na liro igral tako lepo, kot Valentin na violino.

- Tako kot Valentina, je Orfeja poslušala vsa narava (živali, drevesa, reke, luna ...).

- Valentin je premagal Tanto (smrt) z glasbo violine, Orfej pa je boga podzemlja Hada prepričal, da oživi njegovo pokojno ženo Evridiko,in sicer, s svojim petjem. Tu se kaže močna povezava s starogrško književnostjo;

- Tako kot sta si v smrti dela podobna, se toliko tudi razlikujeta: Orfeja s svojim podivjanim kričanjem ubijejo Bakhantke, častilke boga Bakha (bog vina in veseljačenja), ki jih lahko primerjamo s sodobnim svetom blišča, kiča visoke družbe, hrupa cest, trušča mest katerega doživi Valentin na svojem popotovanju, a ga ta ne dotolče; Valentin se mu, za razliko od Orfeja, upre s svojo voljo.

- Motiv je kristjaniziran, ker je v Violini prisoten Bog in Cerkev, medtem ko pri Orfeju govorimo o politeizmu (vera v več bogov).

- Bakhatke so Orfeju odtrgale glavo in jo odvrgle v reko; tudi v Violini se pojavi motiv vode oz. reke, ki so ji rekli Mrtvaška voda; motiv mrtvaške vode lahko razumemo kot spomin, ki teče kot voda in s sabo nosi lepoto umetnosti in se izlije v zgodovino, kjer je umetnost za vedno zapisana. Orfejevo petje je po njegovi smrti še vedno odmevalo v naravi in ni izginilo skupaj z njim. V življenju je bil prisoten kot duša velikega umetnika. Valentin je sodobna različica kvalitetnega umetnika.

3. Motivi, ki narekujejo dogajanje
- Orfejev razlog za odločitev, da bo premagal smrt je ljubezen do Evridike; pri Valentinu bi lahko rekli, da gre za ljubezen do Polave; tako Evridiko, kot Polavo pa bi lahko interpretirali kot življenje, kateremu se nista bila pripravljena odreči in sta v boju proti smrti uporabila svoje največje orožje-sebe. Motiv: ljubezen premaga smrt- v pomenu večne ljubezni, ki se nadaljuje tudi po smrti.
- V Orfejevem mitu je omenjen Sizif; le enkrat, a dovolj, da nam še podrobneje razloži bistvo-Orfej je premagal smrt, a zaman; je smrtnik, ki zaradi svojih lastnosti (vesti in čustev) pozabi na besede Hada (»/.../Vendar pa se ves čas, ko se bosta vračala, ne smeš ozreti in jo pogledati...bo izginila.) in izgubi Evridiko, svoje življenje; srečata se šele po smrti, kar nam pove, da sta tako Valentin in Orfej zaman bila bitko, saj ju bosta Tanta in Had slej ali prej ponovno srečala. Opravila sta sizifovo delo.

### Mit o Tantalu
1. Analiza mita o Tantalu
Književni čas: ni točno določen
Književni prostor: dežela lidija (Turčija), gora Sipil, kraljestvo senc-podzemlje, Olimp;
Pripovedovalec: tretjeosebni, vsevedni
Književne osebe:
~Glavne: Tantal, Zevs;
~Stranske: ostali grški bogovi, svčenik, Pelops (Tantalov sin), sojenice;
Značilnosti ljudskega slovstva:
~okrasni pridevek: številne črede, božanski nektar ...
~arhaizem: trume-skupine (trume pastirjev)
~pretiravanje: je ponudil meso svojega lastnega sina, velikanska skala ... 
~poosebitev: veter dvigne veje, se je oglasila vest, predrznost je rasla ...
~značilna števila: (3)-trojne muke;
2. Motivi, ki narekujejo dogajanje
Mit o Tantalu ima veliko motivov, ki jih lahko, malce preoblikovane, najdemo v Violini:
- Vest ali nezavedno: Tantala njegova vest opozori, da ni vseveden; Valentin pa se s svojim nezavednim sreča na Rantah, njegove želje ga vodijo nazaj domov; pri Tantalu nima velikega pomena, Valentinu pa soočenje z le-to predstavlja prelomnico v življenju;
- Mrtvaške vode: prisotne v Violini z enakim imenom, pri Tantalu pa predstavlja vodo, ki jo ima takorekoč pred nosom a se mu vedno izmuzne, ko želi piti (trojne Tantalove muke: voda-žeja, drevo-lakota in skala-strah); lahko bi rekli, da zanj tudi predstavlja mrtvaško vodo, ki ga ne želi ohraniti pri življenju;
- Že samo ime Tanta nam nakazuje na povezavo s Tantalom; tako Tantal kot Tanta sta poražena (Valentinu violino priporoči Bog, Tantala pa kaznujejo bogovi-Zevs).

## Čarobni predmeti v pravljicah
V mnogih pravljicah se pojavljajo predmeti, ki imajo čudežno moč. Predstavljajo rešilno bilko, katere se oprimejo ljudje, ko se znajdejo v brezizhodni situaciji, v krutem delu življenja. Predstavljajo čudež, a imajo v vsakdanjem pomen čisto običajno mesto v naših domovih.
Včasih imajo tudi negativen pomen, ko se jih polastijo ljudje, ki jih želijo izkoristiti v slabe namene, škodovati soljudem ali izkoristiti v lasten prid. Takrat šele nastopijo ljudje (večinoma moški) in rešijo situacijo.
Čudežni predmeti lahko ponazarjajo moč materialnih dobrin, ki imajo vsak dan večjo vrednost in pomen.

### Primeri pravljic s čudežnimi predmeti
- Brata Grimm: Lonček, kuhaj!
- Brata Grimm: Jakec in čarobni fižolček
- Ljudska pravljica: Čudežni vodnjak
- John Walter, De la Mare: Čudežni jopič
- Alenka Goljevšček Kermauner: Čudežni kamen
- Ljudska pravljica: Čudežni mlinček
- Michio Mado: Čudežni žep
- Milan Petek Levokov: Čudežni copati
- Jakob Grimm: Pepelka
- Jakob Grimm: Sneguljčica
- Jakob Grimm: Trnuljčica
- Avstrijska ljudska pravljica: Mošnja, klobuček in piščalka
- Romska ljudska pravljica: Kako so nastale gosli
- Avstrijska ljudska pravljica: Mlinček, mlinček, zmelji mi!
- Avstrijska ljudska pravljica: Zdravilni ptič
- Hans Christian Andersen: Cesarjeva nova oblačila
- Dragotin Kette: Šivilja in škarjice
- Mit: Pandorina skrinjica (Ko danes govorimo o Pandorini skrinjici, mislimo na izvovsega zla, trpljenja in nesreč; ko omenjamo Prometejev ogenj, želimo izraziti gorečo željo po spoznanju);

## Motivno-tematske povezave Violine z drugimi literarnimi deli
1. Violina:
- Ivan Sivec, Čarobna violina, DZS, Ljubljana, 1998. (COBISS)
- Bruno Ferrero, Stara violina: Kratke zgodbe za dušo, Salve, Ljubljana, 2005. (COBISS)
- Deklica z violino Arhivirano 2008-10-15 na Wayback Machine.

2. Godec:
- O štirih godcih, pravljica
- Ženska zvestoba, pesem Franceta Prešerna

3. Bela barva:
- Marjana Moškrič, Pravljica o belem in črnem, Franc-Franc, Murska Sobota, 2004. (COBISS)
- Marjeta Zorec, Bela kačica s kronico, Didakta, Radovljica, 2008. (COBISS)

## Izdaje Violine
- Mjuta Povasnica, Pravce iz Benečije, Založba Borec in Založništvo tržaškega tiska, 1985.
- Mjuta Povasnica, Pravce iz Benečije, Revija Galeb, 2001. (COBISS)
- Jana Unuk, Niko Grafenauer (izbrala in uredila); Slovenske pravljice, Ljubljana, Nova revija, 2002. (COBISS)